# Rasa de la Plana
La Rasa de la Plana és un torrent afluent per l'esquerra de la Rasa de la Vallanca el curs del qual transcorre íntegrament pel terme municipal de Navès.

## Xarxa Hidrogràfica
La xarxa hidrogràfica de la Rasa de la Plana està integrada per un total de 7 cursos fluvials. D'aquests, 6 són subsidiaris de 1r nivell.
La totalitat de la xarxa suma una longitud de 3.977 m. que transcorren íntegrament pel terme municipal de Navès.
| Codi del corrent fluvial | Coordenades del seu origen                                   | Longitud (en metres) |
| ------------------------ | ------------------------------------------------------------ | -------------------- |
| R. de la Plana           | 42° 4′ 38.80″ N, 1° 38′ 23.84″ E / 42.0774444°N,1.6399556°E  | 2.638                |
| E1                       | 42° 4′ 29.11″ N, 1° 38′ 29.77″ E / 42.0747528°N,1.6416028°E  | 289                  |
| D1                       | 42° 4′ 13.56″ N, 1° 38′ 13.43″ E / 42.0704333°N,1.6370639°E  | 133                  |
| E2                       | 42° 4′ 8.226″ N, 1° 38′ 28.91″ E / 42.06895167°N,1.6413639°E | 237                  |
| E3                       | 42° 3′ 58.56″ N, 1° 38′ 23.01″ E / 42.0662667°N,1.6397250°E  | 168                  |
| E4                       | 42° 3′ 37.57″ N, 1° 38′ 10.86″ E / 42.0604361°N,1.6363500°E  | 254                  |
| E5                       | 42° 3′ 26.83″ N, 1° 38′ 9.903″ E / 42.0574528°N,1.63608417°E | 258                  |